# Płai (rejon diemidowski)
Płai (ros. Плаи) – wieś (ros. деревня, trb. dieriewnia) w zachodniej Rosji, w osiedlu wiejskim Zaborjewskoje rejonu diemidowskiego w obwodzie smoleńskim.

## Geografia
Miejscowość położona jest na wschodnim brzegu jeziora Bakłanowskoje, przy drodze regionalnej 66N-0525 (Bakłanowo – Siniaki), 1 km od drogi regionalnej 66N-0508 (Zaborje – 66N-0506/Anosinki), 13 km od centrum administracyjnego osiedla wiejskiego (Zaborje), 28 km od centrum administracyjnego rejonu (Diemidow), 83,5 km od stolicy obwodu (Smoleńsk), 45,5 km od granicy z Białorusią.
W granicach miejscowości znajduje się ulica Nabierieżnaja (4 posesje).

## Demografia
W 2010 r. miejscowości nikt nie zamieszkiwał.

## Historia
W czasie II wojny światowej od lipca 1941 roku dieriewnia była okupowana przez hitlerowców. Wyzwolenie nastąpiło we wrześniu 1943 roku.
Na mocy uchwały z dnia 28 maja 2015 roku wszystkie miejscowości (w tym Płai) zlikwidowanej jednostki administracyjnej Bakłanowskoje weszły w skład osiedla wiejskiego Zaborjewskoje.